# Resolutie 2236 Veiligheidsraad Verenigde Naties
Resolutie 2236 van de Veiligheidsraad van de Verenigde Naties werd unaniem aangenomen op 21 augustus 2015 en verlengde de interimvredesmacht in Libanon met een jaar. De vredesmacht was aanwezig in het zuiden van Libanon om de overheid te helpen dit gebied onder controle te houden.

## Achtergrond
Na de Israëlische inval in Zuidelijk Libanon eind jaren 1970, stationeerden de Verenigde Naties de tijdelijke vredesmacht UNIFIL in de streek. Die moest er de vrede handhaven totdat de Libanese overheid haar gezag opnieuw kon doen gelden.
In 1982 viel Israël Libanon opnieuw binnen voor een oorlog met de Palestijnse PLO. Midden 1985 begon Israël met terugtrekkingen uit het land, maar geregeld vonden nieuwe aanvallen en invasies plaats.
Op 12 juli 2006 brak een oorlog uit tussen Hezbollah uit Libanon en Israël die een maand zou duren.

## Inhoud
Er was bezorgdheid over de vele schendingen van het staakt-het-vuren, en dan vooral een incident dat plaatsvond op 28 januari 2015. Hezbollah had toen een konvooi van het Israëlisch leger beschoten, dat prompt een tegenaanval uitvoerde. Bij dat incident was ook een Spaanse blauwhelm van UNIFIL omgekomen.
Het mandaat van UNIFIL werd ongewijzigd verlengd tot 31 augustus 2016. Alle partijen werden opgeroepen tot terughoudendheid en gevraagd de Blauwe Linie te respecteren.

## Verwante resoluties
- Resolutie 2115 Veiligheidsraad Verenigde Naties (2013)
- Resolutie 2172 Veiligheidsraad Verenigde Naties (2014)

Lijst ·  2196 ·  2197 ·  2198 ·  2199 ·  2200 ·  2201 ·  2202 ·  2203 ·  2204 ·  2205 ·  2206 ·  2207 ·  2208 ·  2209 ·  2210 ·  2211 ·  2212 ·  2213 ·  2214 ·  2215 ·  2216 ·  2217 ·  2218 ·  2219 ·  2220 ·  2221 ·  2222 ·  2223 ·  2224 ·  2225 ·  2226 ·  2227 ·  2228 ·  2229 ·  2230 ·  2231 ·  2232 ·  2233 ·  2234 ·  2235 ·  2236 ·  2237 ·  2238 ·  2239 ·  2240 ·  2241 ·  2242 ·  2243 ·  2244 ·  2245 ·  2246 ·  2247 ·  2248 ·  2249 ·  2250 ·  2251 ·  2252 ·  2253 ·  2254 ·  2255 ·  2256 ·  2257 ·  2258 ·  2259